# (6268) Versailles
(6268) Versailles ist ein Asteroid des inneren Hauptgürtels, der am 22. September 1990 vom belgischen Astronomen Eric Walter Elst am La-Silla-Observatorium (IAU-Code 809) in Chile entdeckt wurde.
Der Himmelskörper wurde der französischen Stadt Versailles benannt, die für das im 17. Jahrhundert erbaute Schloss Versailles und die berühmten Gartenanlagen bekannt ist.